# Agnes Jónsdóttir
Agnes Jónsdóttir, död 1507, var abbedissa på Reynistaðarklaustur på Island 1461–1507. 
Agnes var dotter till Jóns Jónssonar búlands, syssloman i Húnaþingi och syster till abboten Jóns Sigmundssonar lögmanns. Hon blev medlem i orden 1431. Hon var engagerad i en konflikt med biskopen i Holar, Ólafs Rögnvaldssonar.